# Frank Ifield
Francis Edward Ifield, né le 30 novembre 1937 à Coundon (Coventry, Angleterre) et mort le 18 mai 2024 à Sydney (Nouvelle-Galles du Sud), est un chanteur et guitariste de musique country britannico-australien qui a souvent incorporé le yodel dans sa musique.

## Biographie

### Début
Frank Ifield est né en 1937 de parents australiens. La famille Ifield rentre en Australie en janvier 1948. Il commence à jouer de la guitare en 1949 en autodidacte et apprend également à yodler, en imitant des stars de la country, dont Hank Snow.
À l'âge de 13 ans, il interprète sa version de Did You See My Daddy Over There? de Bill Showmet qui est publié comme son premier single, en 1953.
De 1954 jusqu'à la fin de 1957, il enregistre six singles avec un groupe d'accompagnement, Dick Carr Buckaroos.
En 1957, il enregistre un morceau, Whiplash, qui est utilisé comme chanson thème de la série télévisée anglo-australienne du même titre de septembre 1960 au milieu de 1961. Fort du succès de ses enregistrements et de ses tournées, il retourne au Royaume-Uni en novembre 1959.

### Années 1960
Le premier single britannique de Frank Ifield, Lucky Devil en janvier 1960 atteint la 22e place. Ses six singles suivants ont moins de succès commercial, mais il obtient son premier succès numéro un au Royaume-Uni avec une reprise de la composition de Victor Schertzinger et Johnny Mercer de 1941 I Remember You (mai 1962), qui demeure en tête durant sept semaines. C'est le deuxième single le plus vendu de cette année-là au Royaume-Uni et il est devenu le septième single vendu à un million d'exemplaires. Il s'agit également du single d'Ifield le mieux classé au Billboard Hot 100 des États-Unis, atteignant la 5e place,.
Ses singles suivants Lovesick Blues et She Taught Me How to Yodel en octobre 1962 obtiennent également du succès et l'identifient désormais au yodle. Son titre suivant, The Wayward Wind, fait de lui le premier artiste basé au Royaume-Uni à atteindre la première place trois fois de suite dans les charts britanniques. Le seul artiste précédent à l'avoir fait est Elvis Presley.
Il continue ensuite d'accumuler les succès avec notamment Confessin' That I Love You. Beaucoup de ses disques sont produits par Norrie Paramor. Malgré l'évolution des tendances, notamment avec l'arrivée de la Beatlemania, Frank Ifield continue d'occuper le premier rang avec 40 succès au cours de cette décennie. Il est même jumelé aux Beatles sur le disque Jolly Whatǃ sur étiquette Vee-Jay en 1964.
Frank Ifield participe à deux reprises aux séries éliminatoires britanniques du Concours Eurovision de la chanson.

### Années 1980 - 2024
En 1986, Frank Ifield contracte une pneumonie qui amène à l'ablation d'une partie d'un poumon et des lésions de ses cordes vocales. Il déménage à Sydney en 1988, incapable de chanter ou de yodler pendant les années de sa convalescence.
En 1991, Frank Ifield revient dans les palmarès britanniques lorsqu'une reprise de She Taught Me How to Yodel, rebaptisé The Yodelling Song, atteint la 40e dans le UK Singles Chart. En plus de 30 ans, il s'agit de sa 16e apparition sur cette liste.
En 2003, Frank Ifield est intronisé au Australian Roll of Renown ainsi qu'au ARIA Hall of Fame en 2007. Puis, en juin 2009, il reçoit la Médaille de l'Ordre d'Australie.
En 2005, il co-écrit son autobiographie, I Remember Me: the First 25 Years, avec Pauline Halford.

## Publications
- Frank Ifield (1963), Meet Frank Ifield, World Distributors.
- Frank Ifield, Pauline Halford (2005), I Remember Me: the First 25 Years, Kempton Marks,  (ISBN 978-0-7552-0501-1).